# 3I/ATLAS
3I/ATLAS, původně označená jako C/2025 N1 (ATLAS), je druhá objevená mezihvězdná kometa, která Sluneční soustavou prolétá. Objevil ji 1. července 2025 dalekohled systému ATLAS (Asteroid Terrestrial-impact Last Alert System) v Rio Hurtado v Chile. Dráha tělesa je výrazně hyperbolická s excentricitou 6,14. 

## Objev
Kometu objevil 1. července 2025 systém ATLAS, který je primárně určen pro včasnou detekci menších blízkozemních objektů. V době objevu měla zdánlivou hvězdnou velikost 18 – byla tedy pozorovatelná pouze většími dalekohledy. 
Z dalších pozorování a předobjevových snímků byla spočítána dráha s excentricitou 6,3; jde o hyperbolickou dráhu objektu, který přilétá do Sluneční soustavy z mezihvězdného prostoru. V době objevu měla kometa rychlost 61 km/s vzhledem k Slunci a byla od něj vzdálena 4,53 AU. Vzdálenost od Země činila 3,52 AU (527 milionů km).

## Další dráha
Kometa 3I/ATLAS se pohybuje po hyperbolické dráze s extrémně vysokou excentricitou (e), která byla později upřesněna na 6,141 ± 0,002. To je mnohem vyšší hodnota než u dosud pozorovaných mezihvězdných objektů – planetky 1I/ʻOumuamua ({\displaystyle e=1,2}) a komety 2I/Borisov ({\displaystyle e=3,4}); kometa 3I/ATLAS je třetím známým tělesem tohoto druhu.
Nejblíže ke Slunci se bude nacházet 29. října 2025 ve vzdálenosti 1,3566 ± 0,0003 AU (203 milionů km). To je o málo blíže, než v jaké vzdálenosti obíhá Mars. Dráhu Země křižovat nebude – nejvíce s k ní přiblíží 19. prosince 2025 na vzdálenost 1,798 ± 0,002 AU (269 milionů km). 